# عبد الرحمن سخي
عبد الرحمن سخي لاعب كرة قدم قطري، ولد في (14 يناير 2000) ، لعب سابقاً لصالح نادي الوكرة في دوري نجوم قطر.